# Apomys sacobianus
Il topo di foresta di Luzon dal muso lungo (Apomys sacobianus  Johnson, 1962) è un roditore della famiglia dei Muridi endemico dell'isola di Luzon, nelle Filippine.

## Descrizione

### Dimensioni
Roditore di piccole dimensioni, con la lunghezza totale tra 277 e 315 mm, la lunghezza della coda tra 132 e 159 mm, la lunghezza del piede tra 35 e 40 mm, la lunghezza delle orecchie tra 21 e 25 mm e un peso fino a 105 g.

### Aspetto
Il colore del dorso è marrone con dei riflessi grigiastri, mentre le parti ventrali sono bianco-grigiastre. Il muso è allungato. La coda è più lunga della testa e del corpo ed è bruno-grigiastra sopra. I piedi sono larghi ed hanno la pianta grigio scura.

## Biologia

### Comportamento
È una specie terricola e notturna. 

## Distribuzione e habitat
Questa specie è conosciuta soltanto sul Monte Pinatubo, nella parte centro-occidentale dell'isola di Luzon, nelle Filippine.
Vive nelle foreste secondarie di pianura tra 100 e 1.080 metri di altitudine.

## Conservazione
La IUCN Red List, considerata l'incertezza riguardo allo stato tassonomico e all'assenza di informazioni recenti e dei requisiti ecologici, classifica A.sacobianus come specie con dati insufficienti (DD).